# Gyranusoidea phenacocci
Gyranusoidea phenacocci är en stekelart som först beskrevs av John Wyman Beardsley 1969.
Gyranusoidea phenacocci ingår i släktet Gyranusoidea och familjen sköldlussteklar. Inga underarter finns listade i Catalogue of Life.